# Kesselkogel
Kesselkogel (italsky Catinaccio d'Antermoia) je se svými 3004 metry nejvyšším vrcholem horské skupiny Rosengarten v Dolomitech. Hora se tyčí asi 20 km východně od města Bolzano, v blízkosti hranic s provincií Trentino, svým vrcholem však leží úplně v oblasti Jižního Tyrolska. Hora je součástí Přírodního parku Schlern-Rosengarten.
Výstup na Kesselkogel je nejsnadnější z jihu a východu: z údolí Vajolettal přes Grasleitenhütte (2601 m), nebo z údolí Donatal přes průsmyk Donapass (2500 m). Přístup ze severozápadu z údolí Tschamintal vede také přes Grasleitenhütte. Skála je obvykle křehká. Prostřednictvím zajištěných cest – ferrat přes západní a východní stranu je Kesselkogel  jedním z nejnavštěvovanějších vrcholů skupiny Rosengarten. Z vrcholu Kesselkogelu je jeden z nejkrásnějších pohledů v Dolomitech.

## Vrcholy v okruhu 3 km
- Grasleitenspitze (ital. Cima die Mezzo del Principe, 2705 m, severozápad)
- Antermoiakogel (ital. Croda dei Cirmei, 2902 m, sever)
- Cima Scalieret (2887 m, na jihu)
- Vajolet-Türme (2813 m, na jihozápadě)
- Rosengartenspitze (ital. Catinaccio, 2981 m) a Baumannkamm (na jihu).